# Dat So La Lee
Louisa Keyser, o Dat So La Lee (ca. 1829 - 6 de diciembre de 1925) fue una célebre tejedora de cestas nativa americana. Miembro de la tribu Washo en el noroeste de Nevada, su cestería adquirió prominencia nacional durante el movimiento Arts and Crafts y la "locura de la cesta" de principios del siglo XX. Muchos museos de arte y antropología conservan y exhiben sus cestas, como el Penn Museum en Filadelfia, el Smithsonian National Museum of the American Indian en Washington D. C., el Nevada State Museum en Carson City y el Metropolitan Museum of Art en Nueva York.

## Significado del nombre
Dat So La Lee era un nom d'art, un nombre artístico. Existen varias teorías sobre la derivación de este nombre. Una teoría es que Dat So La Lee proviene de la frase en washo Dats'ai-lo-lee que significa "grandes caderas". Otro, es que el nombre proviene de un empleador con el que trabajaba. Sus marchantes de arte, los Cohn, describían su nombre de nacimiento como Dabuda, que significa "sauce joven".

## Documentación
Dat So La Lee conoció a sus futuros marchantes de arte Amy y Abram Cohn alrededor de 1895. Lo más probable es que la pareja la contratara como lavandera. Reconocieron la calidad del tejido de Dat So La Lee y, queriendo entrar en el comercio del arte nativo americano, decidieron promover y vender su cestería. Abram "Abe" Cohn era dueño de Emporium Company, una tienda de ropa para hombres, en Carson City, Nevada.
La pareja comenzó a documentar cada canasta que produjo entre 1895 y 1925. Este ejercicio llegó a incluir alrededor de 120 cestas que están documentadas. La mayoría, si no todas, de estas cestas documentadas se vendieron en Cohn's Emporium, mientras que los Cohn proporcionaban a Keyser comida, alojamiento y atención médica. La maravillosa artesanía de estas cestas ciertamente aumentó el valor, pero la documentación temprana de los Cohn promovió su obra de arte. Los estudiosos han descubierto que casi todo lo que los Cohn escribieron sobre Keyser era una exageración o una invención. 
En 1945, el estado de Nevada compró 20 cestas Dat So La Lee. Diez fueron colocados en la colección de la Sociedad Histórica de Nevada (NHS) en Reno, Nevada y diez fueron al Museo del Estado de Nevada en Carson City. Con la colección llegaron los libros de contabilidad que documentan las cestas. En 1979, cuatro de las cestas fueron robadas del NHS, pero en 1999 se habían recuperado todas y las diez se colocaron en exhibición permanente. Cuatro de las cestas se prestaron al Museo de Arte de Nevada para la exhibición "Tahoe, una historia visual" (22 de agosto de 2015 - 10 de enero de 2016).

## Artesanía
Dat So La Lee utilizaba principalmente sauce en la construcción de su cestería. Por lo general, ella comenzaba con tres varas de sauce y luego tejía hebras alrededor de ellas. Su estilo predominante era una base plana, que se expandía hasta su circunferencia máxima y se estrechaba hacia un agujero en la parte superior del mismo tamaño que la base. Este es el estilo degikup que popularizó con los Washoe basketweavers.

## Lugar de descanso
Dat So La Lee está enterrada en el cementerio Stewart en Snyder Avenue en Carson City, Nevada. Aunque había estado rodeada de muy diversas culturas debido al reconocimiento de su trabajo, solo quería que un curandero de Woodford llamado Tom Walker la tratara y la preparara para la muerte.[cita requerida] El 2 de diciembre de 1925 comenzaron un ritual de cuatro días para ayudarla a completar sus días para que pudiera pasar a la muerte. Murió el 6 de diciembre de 1925. Su lápida de mármol dice "Dat So La Lee / Famosa fabricante de cestas Washoe / Murió 12. 6. 25." Una placa conmemorativa en un lugar cercano del estado de Nevada dice: "Miríadas de estrellas brillan sobre las tumbas de nuestros antepasados".